# 이시이촌 (후쿠시마현 히가시시라카와군)
이시이촌(石井村)은 후쿠시마현 히가시시라카와군에 있었던 촌이다. 1955년 3월 31일 이시이촌, 하나와사사하라정 및 다카기촌의 일부가 합병하여 하나와정이 신설되고 폐지되었다.

## 역사
- 1889년 4월 1일 - 정촌제 시행에 의해 가미이시이촌, 시모이시이촌, 나카이시이촌이 합병해 히가시시라이시군 이시이촌이 성립하였다.
- 1955년 3월 31일 - 이시이촌, 하나와사사하라정 및 다카기촌의 일부가 합병하여 하나와정이 신설되고, 이시이촌 등은 폐지되었다.

## 인구
- 1889년 2,186
- 1920년 2,778
- 1947년 3,935

## 교통

### 철도
- 일본국유철도(→동일본 여객철도)
  - 스이군선

### 도로
- 2급 국도
  - 국도 118호선

## 참고 문헌
- 角川日本地名大辞典編纂委員会『角川日本地名大辞典 7 福島県』、角川書店、1981年 ISBN 4-04-001070-1
- 日本加除出版株式会社編集部『全国市町村名変遷総覧』、日本加除出版、2006年、ISBN 4-8178-1318-0